# Giorgi Czchikwadze
Giorgi Czchikwadze (gruz. გიორგი ჩხიკვაძე; ur. 21 kwietnia 2001) – gruziński zapaśnik walczący w stylu klasycznym. 
Zajął piętnaste miejsce na mistrzostwach Europy w 2024. 
Złoty medalista igrzysk olimpijskich młodzieży w 2018. Pierwszy na MŚ U-23 w 2024. Wygrał ME U-23 w 2022 i 2024; trzeci w  2023. Wicemistrz świata juniorów i mistrz Europy juniorów w 2021. Drugi na ME kadetów w 2018 i trzeci w 2016 roku. 